# Diocesi di Ebebiyín
La diocesi di Ebebiyín (in latino Dioecesis Ebebiyinensis) è una sede della Chiesa cattolica in Guinea Equatoriale suffraganea dell'arcidiocesi di Malabo. Nel 2021 contava 263.600 battezzati su 282.280 abitanti. È retta dal vescovo Miguel Ángel Nguema Bee, S.D.B.

## Territorio
La diocesi si trova nella parte nord-orientale della Guinea Equatoriale continentale e comprende la provincia di Kie Ntem.
Sede vescovile è la città di Ebebiyín, dove si trova la cattedrale di San Pietro Clavier.
Il territorio si estende su 3.943 km² ed è suddiviso in 13 parrocchie.

## Storia
La diocesi è stata eretta il 15 ottobre 1982 con la bolla Quem ad modum di papa Giovanni Paolo II, ricavandone il territorio dalla diocesi di Bata.
Il 23 dicembre 1983, con la lettera apostolica Qui superiore, lo stesso papa Giovanni Paolo II ha confermato la Beata Maria Vergine, venerata con il titolo di Santa Maria de Begoña, Madre de Cristo, patrona principale della diocesi.
Il 1º aprile 2017 ha ceduto una porzione del suo territorio a vantaggio dell'erezione della diocesi di Mongomo.

## Cronotassi dei vescovi
Si omettono i periodi di sede vacante non superiori ai 2 anni o non storicamente accertati.
- Ildefonso Obama Obono (15 ottobre 1982 - 9 luglio 1991 nominato arcivescovo di Malabo)
- Juan Matogo Oyana, C.M.F. (11 ottobre 1991 - 11 maggio 2002 nominato vescovo di Bata)
- Alfred Maria Oburu Asue, C.M.F. † (8 marzo 2003 - 27 agosto 2006 deceduto)
  - Sede vacante (2006-2011)[3]
- Juan Nsue Edjang Mayé (19 febbraio 2011 - 11 febbraio 2015 nominato arcivescovo di Malabo)
  - Sede vacante (2015-2017)
- Miguel Ángel Nguema Bee, S.D.B., dal 1º aprile 2017

## Statistiche
La diocesi nel 2021 su una popolazione di 282.280 persone contava 263.600 battezzati, corrispondenti al 93,4% del totale.
| anno | popolazione | popolazione | popolazione | presbiteri | presbiteri | presbiteri | presbiteri                | diaconi | religiosi | religiosi | parrocchie |
| anno | battezzati  | totale      | %           | numero     | secolari   | regolari   | battezzati per presbitero | diaconi | uomini    | donne     | parrocchie |
| ---- | ----------- | ----------- | ----------- | ---------- | ---------- | ---------- | ------------------------- | ------- | --------- | --------- | ---------- |
| 1990 | 133.000     | 136.000     | 97,8        | 30         | 19         | 11         | 4.433                     |         | 14        | 63        | 9          |
| 1998 | 152.170     | 156.910     | 97,0        | 25         | 14         | 11         | 6.086                     |         | 15        | 65        | 10         |
| 2001 | 170.040     | 180.125     | 94,4        | 24         | 13         | 11         | 7.085                     |         | 12        | 62        | 10         |
| 2002 | 174.040     | 185.125     | 94,0        | 25         | 16         | 9          | 6.961                     |         | 10        | 61        | 10         |
| 2006 | 182.800     | 195.000     | 93,7        | 33         | 18         | 15         | 5.539                     |         | 26        | 62        | 10         |
| 2011 | 297.000     | 369.000     | 80,5        | 55         | 46         | 9          | 5.400                     |         | 13        | 71        | 14         |
| 2016 | 321.000     | 399.000     | 80,5        | 52         | 38         | 14         | 6.173                     | 1       | 15        | 62        | 23         |
| 2017 | 158.000     | 229.140     | 69,0        | 28         | 22         | 6          | 5.642                     |         | 12        | 28        | 11         |
| 2019 | 245.600     | 263.000     | 93,4        | 63         | 44         | 19         | 3.898                     |         | 20        | 44        | 14         |
| 2021 | 263.600     | 282.280     | 93,4        | 43         | 33         | 10         | 6.130                     |         | 15        | 37        | 13         |